# Калуговский
Калуговский — посёлок в Мосальском районе Калужской области России. Входит в состав сельского поселения «Деревня Долгое». До 2014 года находился на территории Смоленской области.

## География
Село находится на западе Калужской области, на расстоянии 119 километров от Калуги и 247 километров от Москвы.

### Климат
Климат умеренно континентальный с резко выраженными сезонами года: умеренно жарким и влажным летом и умеренно холодной зимой с устойчивым снежным покровом. Средняя температура июля до +21, января от −12 °C до −8. Тёплый период (с положительной среднесуточной температурой) длится 220 дней.

### Часовой пояс
Посёлок Калуговский, как и вся Калужская область, находится в часовой зоне МСК (московское время). Смещение применяемого времени относительно UTC составляет +3:00.

## Население
| 2002 | 2010 |
| ---- | ---- |
| 218  | ↘144 |

По данным Всероссийской переписи населения 2010 года в гендерной структуре населения мужчины составляли 47.9 %, женщины — соответственно 52.1 %.
Согласно результатам переписи 2002 года, в национальной структуре населения русские составляли 92 %.

## Инфраструктура
В Калуговском имеется школа, почта России. Когда то в посёлке добывался торф.